# 広島広域公園
広島広域公園（ひろしまこういきこうえん）は、広島県広島市安佐南区の西風新都内にある都市公園（広域公園）である。運動施設が充実している。施設は広島市が所有し、広島市スポーツ協会が指定管理者として運営管理を行っている。

## 概要
1994年の第12回アジア競技大会広島大会と、1996年の第51回国民体育大会秋季大会「ひろしま国体」のメイン会場として1992年に開場。同年AFCアジアカップ1992で杮落とし。
陸上競技場は毎年4月下旬に織田幹雄記念国際陸上競技大会が開催されている。なお、1994年（公式なJリーグへの移転届出は1996年）から2023年までサンフレッチェ広島がホームスタジアムとして使用していた。
第1球技場はラグビー・サッカーの競技場として、第2球技場はサッカー・ホッケーやアメフト会場、テニスコートではピースカップが毎年開催など、多くのイベントが行われている。
2009年、ヒロシマ・オリンピック構想において、ここを中心とする半径10kmを「西風新都ゾーン」として競技場を整備する計画が挙がった。

## 施設
- ホットスタッフフィールド広島（広島広域公園陸上競技場、愛称：広島ビッグアーチ）
- 広島広域公園補助競技場 
  - 日本陸上競技連盟第3種公認
  - トラック：400m×6レーン、全天候舗装
  - フィールド：108m X 73.8m、天然芝
  - 照明設備、電光掲示板、客席などなし
  - 中国サッカーリーグ・高円宮杯 JFA U-18サッカープリンスリーグなどのサッカー会場、トップキュウシュウなどのラグビー会場としても使用。
- 広島広域公園第一球技場
  - 天然芝、補助競技場と同様にサッカー会場、ラグビー会場として使用。
- 広島広域公園第二球技場
  - 人工芝、ホッケー日本リーグ、フットサル会場、アメリカンフットボール会場として使用。
- 広島広域公園庭球場
  - センターコート：1面（ハードコート）、収容人数3,000人
  - サブコート：1面（ハードコート）、収容人数1,000人
  - 一般コート：14面（ハードコート）
  - 屋内コート：4面（ハードコート）

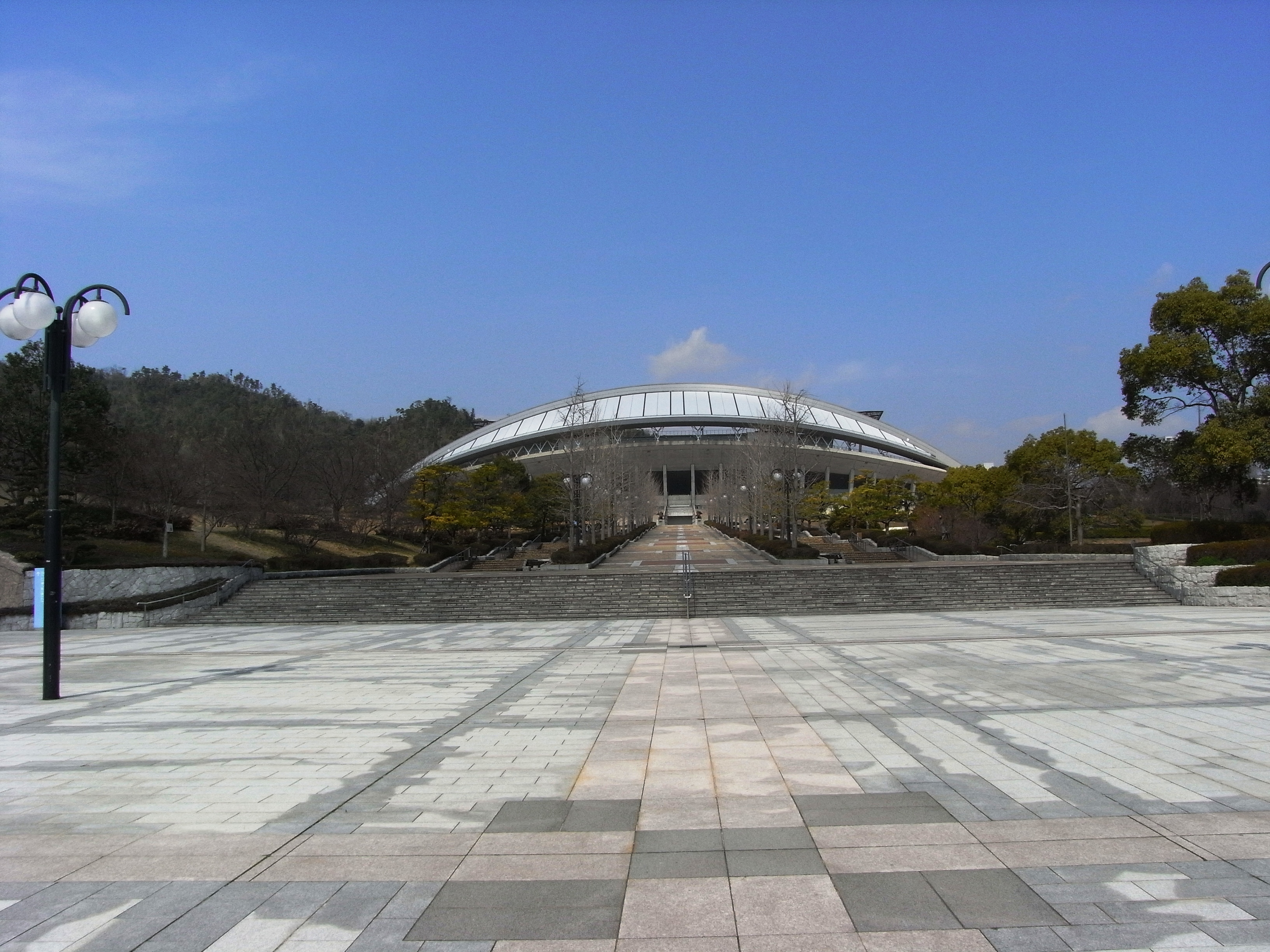
広島ビッグアーチ
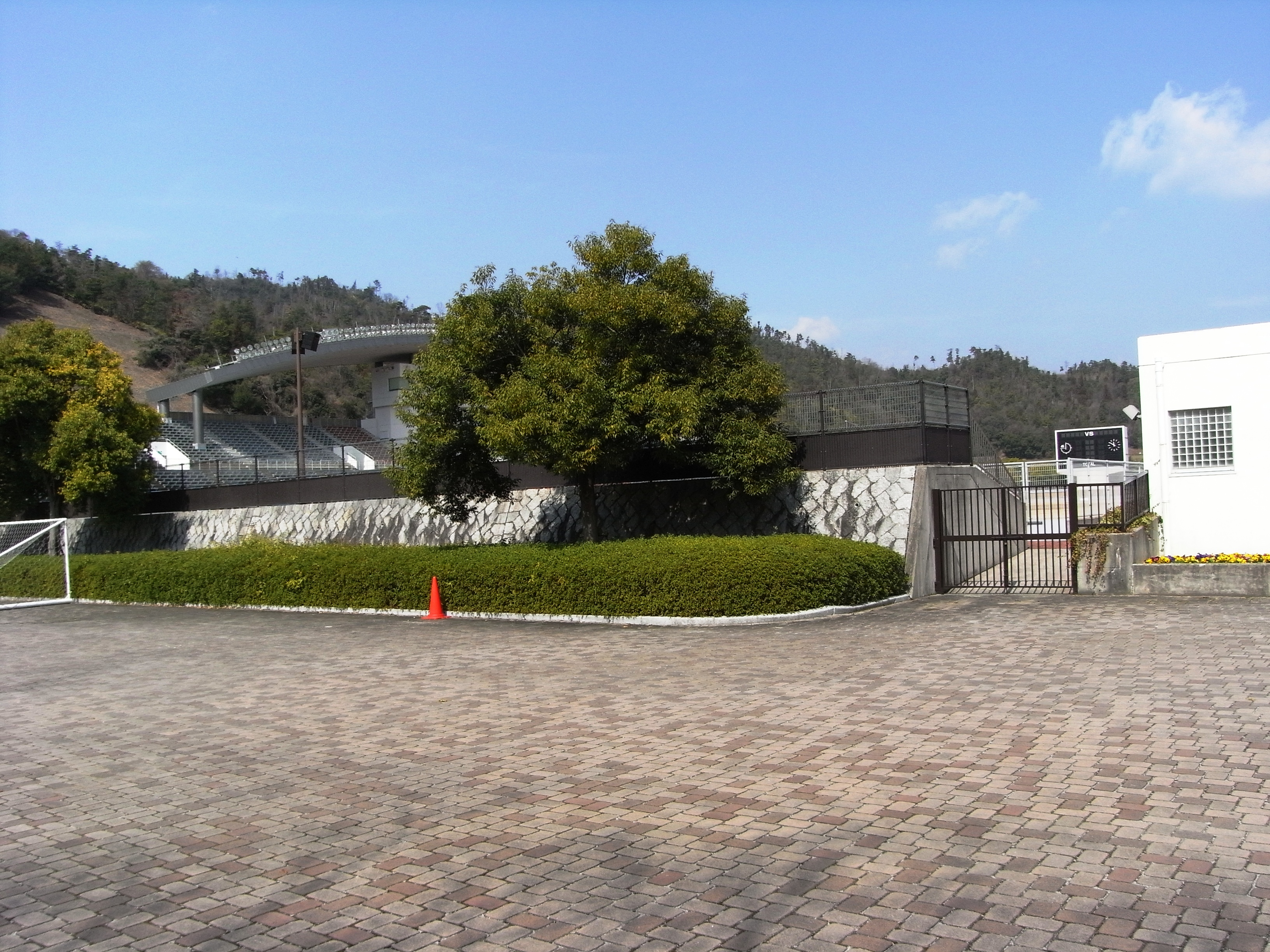
広島広域公園第一球技場
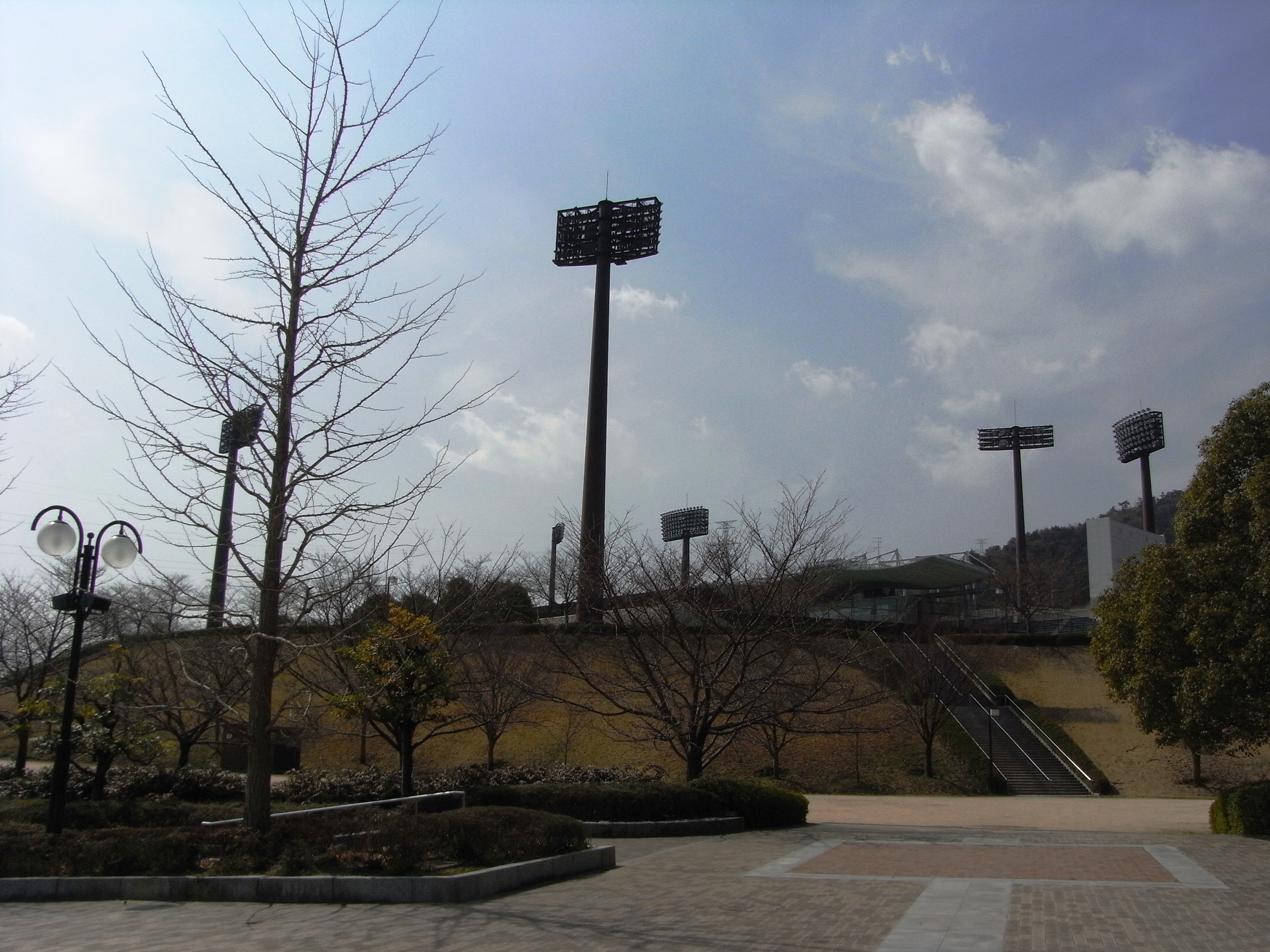
広島広域公園第二球技場

## 開催された主な大会・イベント

### 主なスポーツイベント
- 1994年 第12回アジア競技大会1994
- 1994年 ピースカップ（平和カップイン広島・国際交流車いすテニス大会） - 1994年以降も毎年開催されている。
- 1996年 第51回国民体育大会秋季大会（ひろしま国体）
- 2003年 ウエスタンボウル - 2004年以降も開催されている。
- 2025年 全国高等学校陸上競技対校選手権大会・1000万人ラジオ体操・みんなの体操祭（予定）

### 陸上競技
- 1993年 第27回織田幹雄記念国際陸上競技大会 - 1994年以降も毎年開催されている。
- 1994年 第49回毎日国際マラソン大会 - 例年はびわ湖毎日マラソンが開催されるが、同年の大会のみアジア大会のリハーサルとして広島に開催地を変更して行われた。
- 1996年 第32回全国身体障害者スポーツ大会
- 2001年 第28回全日本中学校陸上競技選手権大会
- 2009年 第93回日本陸上競技選手権大会

### サッカー
- サッカー日本代表の親善試合
- 1994年-2023年 サンフレッチェ広島の公式戦
- 1992年 AFCアジアカップ1992
- 1993年 FIFA U-17世界選手権
- 2012年 FIFA U-20女子ワールドカップ

### コンサート
- 1995年8月　Mr.Children-Hounen Mansaku- 夏祭り1995 空[ku:]（第一球技場にて開催）
- 2002年7月20日　B'z LIVE-GYM2002 "GREEN～GO★FIGHT★WIN～"（陸上競技場初の音楽イベント開催）
- 2002年8月17日　SMAP LIVE TOUR 2002 "Drink! SMAP!"
- 2003年8月　SMAP LIVE TOUR 2003 "LIVE MIJ"
- 2007年9月22日　Mr.Children "HOME" tour 2007 -in the field-
- 2010年7月24日・25日　EXILE LIVE TOUR 2010 "FANTASY" （陸上競技場初の音楽イベント2日間開催)
- 2011年8月20日　Mr.Children STADIUM TOUR 2011 SENSE -in the field-
- 2015年8月1日　Mr.Children Stadium Tour 2015 未完
- 2017年8月26日　Mr.Children DOME and STADIUM Tour 2017 Thanksgiving 25

## 交通
- アストラムライン（広島高速交通広島新交通1号線）広域公園前駅下車 徒歩約10分[2]
  - 本通・県庁前・新白島・大町駅方面 - 大塚駅 - 広域公園前駅
- 広電バス[3]「Aシティ中央」バス停（徒歩約10分）、「広島広域公園（修道大学前）」バス停下車 徒歩約10分
  - 60,61号線：広島バスセンター - （60中広町経由 / 61横川駅前経由） - 大塚駅 - 広域公園前駅 - （五月が丘） - 免許センター・ジアウトレット広島方面 / そらの北方面 / 藤の木団地方面
  - 62,63 西風新都線：広島バスセンター - （62中広町経由 / 63横川駅前経由） - 大塚駅 - Aシティ中央 - 広域公園テニスコート - こころ団地方面 / 花の季台方面
  - 1 五日市駅発着：五日市駅北口・岡の下・免許センター方面 - 広域公園前駅 - 大塚駅 - 市立大学前方面
  - 広島広域公園（修道大学前）バス停には県内・県外への高速バスも停車する
- 車・タクシー
  - 山陽自動車道 五日市インターチェンジから北へ広島県道71号広島湯来線を北上し、途中のアストラムライン広域公園前駅の下を左折、5分程度。
  - 市街方面からは、国道54号線中筋1丁目交差点を曲がり広島県道38号広島豊平線、広島県道265号伴広島線、広島県道71号広島湯来線を経由し同じくアストラムライン広域公園前駅の下を右折、こちらは、途中のアストラムライン上安駅付近や、国道54号線の祇園新橋などで渋滞が起きるので、時間はひとえには言えない。